# Cilindrische lens

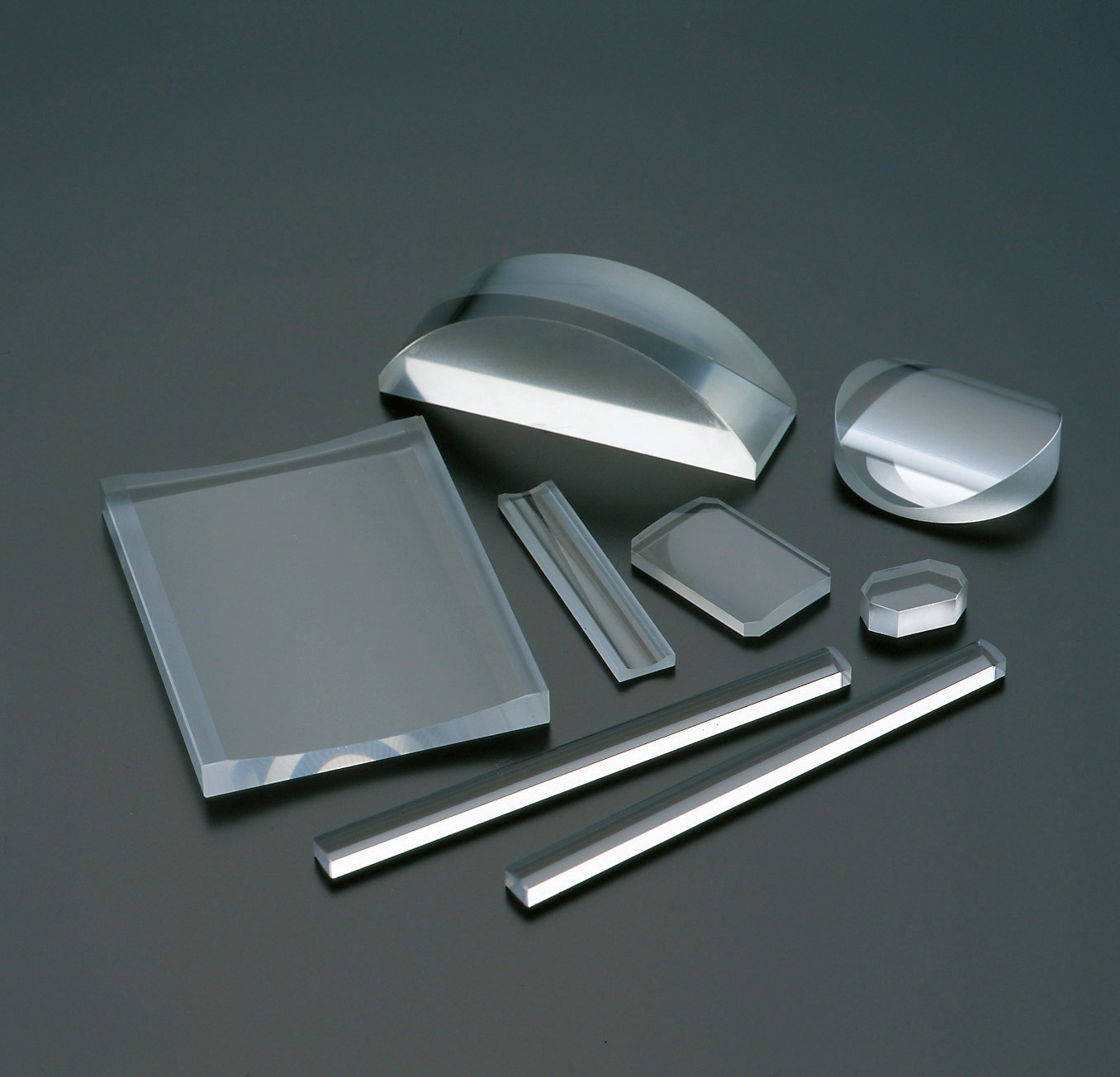
Verschillende cilindrische lenzen

Een cilindrische lens is een astigmatische lens met een doorsnede in de vorm van een cilinder. Elke doorsnede van de lens loodrecht op de cilinderas gedraagt zich als eenzelfde doorsnede van een sferische lens. De cilindrische lens als geheel focusseert een evenwijdige lichtbundel dan ook niet in een brandpunt, maar in een brandlijn. 
Lenzen in de vorm van een cilindersegment gedragen zich dezelfde wijze en worden ook cilindrische lenzen genoemd. Deze komen in de praktijk meer voor dan volledig cilindervormige lenzen.
Een volledig cilindrische en een cilindersegmentvormige lens zijn beide positief: zij convergeren een invallende lichtbundel. Daarnaast zijn er ook lenzen die te beschouwen zijn als een rechthoekig blok waar aan één of twee zijden een cilindersegment uit verwijderd is. Een dergelijke lens is negatief: hij divergeert een invallende lichtbundel.
De doorsnede van de cilinderlens hoeft niet noodzakelijkerwijs cirkelvormig te zijn. Hij kan ook een segment van een ellips, van een parabool, van een hyperbool of welke andere vorm dan ook zijn, mits de vorm over de gehele hoogte overal dezelfde blijft.
Ook fresnellenzen kunnen cilindrisch worden uitgevoerd.

## Toepassing
Cilindrische lenzen worden gebruikt in de optische meettechniek, in laserscansystemen, in diodelasers, in de akoesto-optiek en in de optische gegevensverwerking, om een laserbundel in een lijn te focusseren. Een verdere toepassing is het omvormen van een diodelaserstraal tot een symmetrische straal.
Bioscoopfilms voor breedbeeldprojectie (zoals Cinemascope) zijn in de camera in horizontale richting gecomprimeerd door middel van een cilindrische lens. De breedbeeld-projectoren gebruiken een soortgelijke cilindrische lens om het beeld tot de beoogde breedte te decomprimeren.
Een andere toepassing is het nauwkeuriger uitlezen van schaalverdelingen van bepaalde meetinstrumenten. Hiertoe kan een cilindrische loep langs de schaal worden bewogen. Dit werd vroeger ook wel toegepast bij de duurdere rekenlinialen.

## Cilindrische component in een brillenglas
Torische lenzen kunnen bij benadering worden beschouwd als een combinatie van een sferische en een cilindrische lens. Zij worden gebruikt als brillenglazen, contactlenzen en implantaatlenzen ter correctie van astigmatisme. Een cilindrische lens is van nature astigmatisch. Door de cilindercomponent in het brillenglas zo te dimensioneren dat zijn astigmatisme even sterk is dat van het oog, maar loodrecht daarop staat, wordt het astigmatisme van het oog gecorrigeerd.